# Serie 445 de Renfe
La serie 445 de Renfe fue un prototipo de tren construido en el año 1984 cuyo fin fue adaptarse a la creciente demanda en las líneas de cercanías que se produjo en esta época, así como de la necesidad de Renfe de liberar de carga de trabajo las unidades de la serie 440.
Para ello Renfe encargó a las principales constructoras españolas un tren que cubriera satisfactoriamente las necesidades de la futura UN Cercanías, para lo que contó con la ayuda del Centro para el Desarrollo Técnico Industrial (CDTI).
Así pues salió de fábrica una unidad tipo M-M que se puso a modo de prueba en el núcleo de cercanías de Madrid, más tarde en 1986 se le añadió un remolque intermedio (R) quedando como una unidad M-R-M, pasando a prestar servicio en pruebas en el núcleo de cercanías de Barcelona. Finalmente volvió a Madrid donde fue testada hasta el día de su retirada.
Este prototipo fue un fracaso por lo que sólo se construyó una unidad. Se mantuvo en servicio hasta finales de 1990 hasta que fue apartada en el depósito de Madrid Fuencarral y desguazada en 1999. Esta serie fue la precursora de las series 446 y 447.